# Liste der Mekongbrücken
Die Liste der Mekongbrücken listet alle Brücken über den Mekong und seine Mündungsarme auf. Die Sortierung ist von der Quelle zur Mündung.
Geplante oder in Bau befindliche Brücken sind kursiv markiert.

## Liste der Brücken

### China

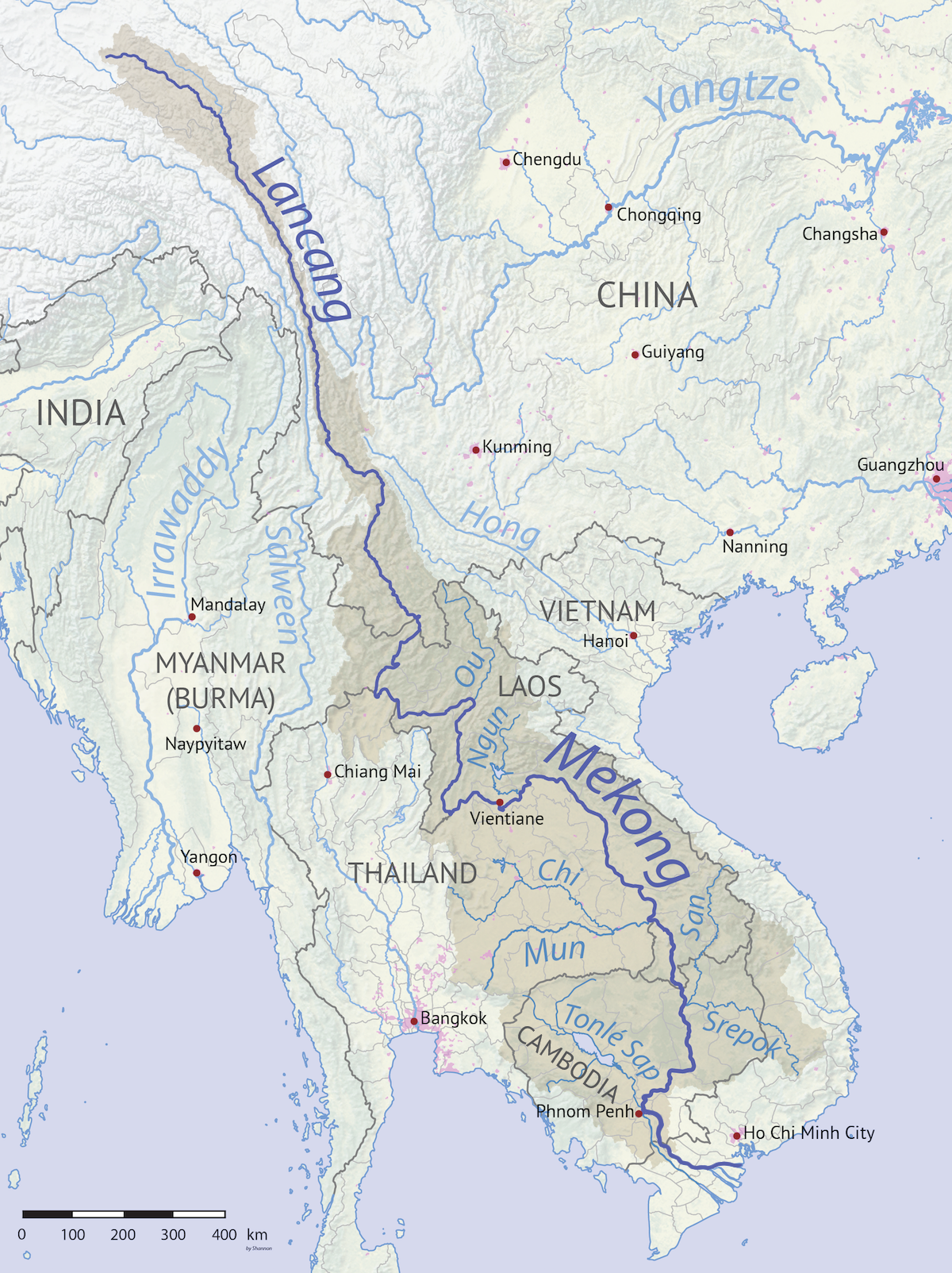
Verlauf des Mekong

Am noch relativ schmalen Oberlauf des Mekong (chin. Láncāng) finden sich zahlreiche Brücken. Es sind nur größere oder verkehrstechnisch bedeutsame Brücken aufgeführt. Für die Talsperren siehe die Liste der Talsperren.
Autonomes Gebiet Tibet:
- Straßenbrücke der G214 in Chengguan
- Straßenbrücke der G214/G318 im Kreis Markam

Provinz Yunnan:
- 2 Straßenbrücken der G214 im Kreis Dêqên
- Straßenbrücke der S311 im Kreis Lanping
- Straßenbrücke der G320 bei Yongping (Dali)
- Straßenbrücke der Autobahn G56 zwischen Longyang (Baoshan) und Yongping (Dali)
- Lancangjiang-Eisenbahnbrücke (im Bau), bei Longyang (Baoshan), eine der höchsten Brücken der Welt[1]
- 2 Straßenbrücken der G214 nördlich und südlich von Manwan, Jingdong
- Straßenbrücke der G323 zwischen Jinggu und Linxiang
- Straßenbrücke der S309 zwischen Simao und Lancang
- 2 Straßenbrücken in Jinghong (G214)

### Laosbzw. laotisch-thailändischeGrenze
- Myanmar-Laos Freundschaftsbrücke (2015 eröffnet), Straßenbrücke zwischen Xieng Kok, Provinz Luang Namtha in Laos und Kenglat, Shan-Staat in Myanmar.

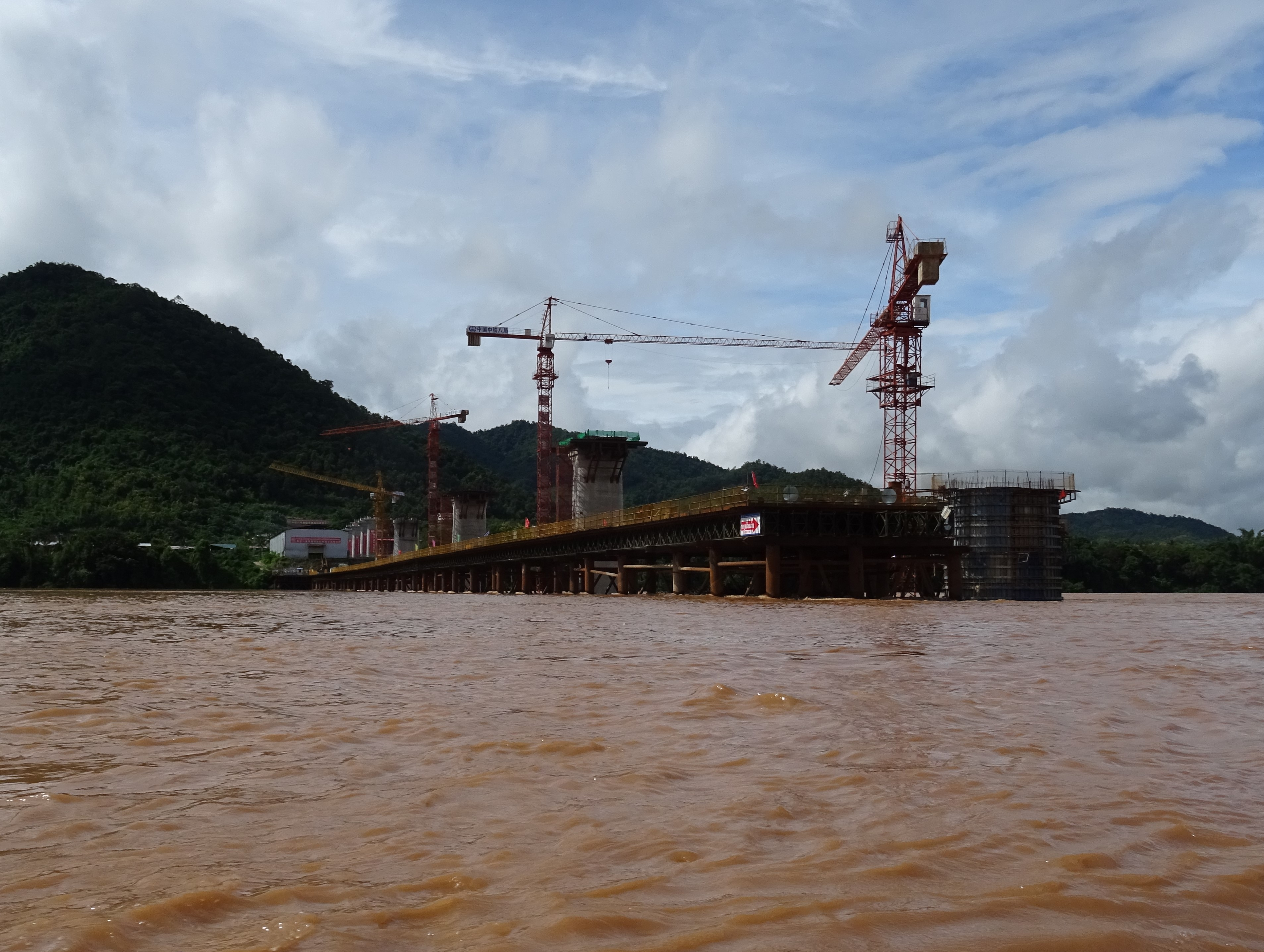
Eisenbahnbrückenbau über dem Mekong in der Luang Prabang Provinz

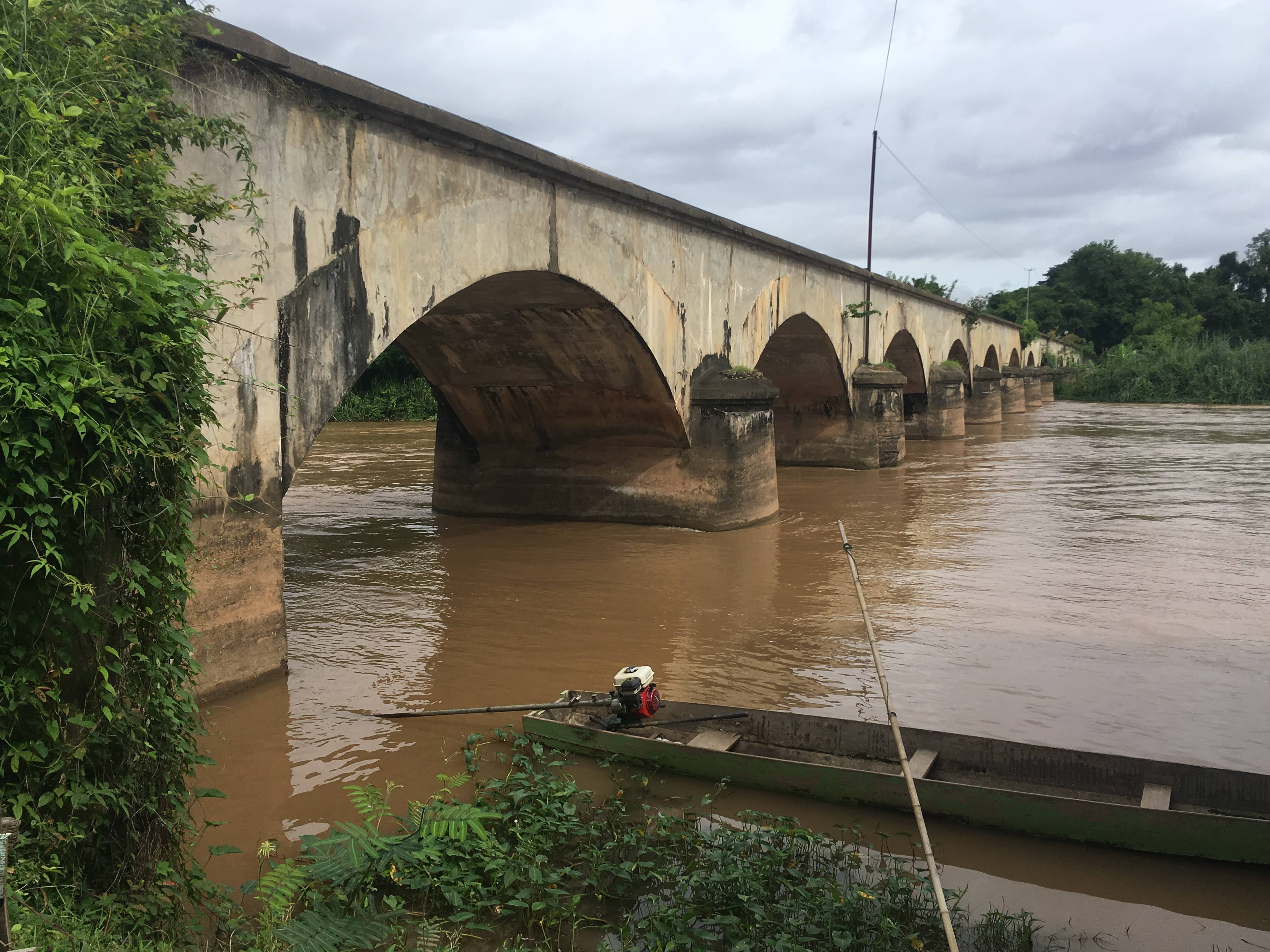
Brücke zwischen Don Det und Don Khon

Südlich des Goldenen Dreiecks spricht man vom Unterlauf des Mekong. Der Fluss bildet nun auf mehreren längeren Abschnitten die Grenzen zwischen Laos und Thailand.
- Vierte Thailändisch-Laotische Freundschaftsbrücke (2013 eröffnet), Straßenbrücke zwischen der Provinz Chiang Rai in Nordthailand und Huay Xay in Nordlaos
- Mekongbrücke Pakbeng – Ngeun (2015 eröffnet), Straßenbrücke zwischen den laotischen Provinzen Oudomxay und Sainyabuli[2]
- Mekongbrücke Phonxay Luang Prabang (2021 eröffnet), Eisenbahnbrücke China-Laos-Eisenbahn
- Mekongbrücke Thadeua – Pakkhone (2013 eröffnet), Straßenbrücke zwischen den laotischen Provinzen Sainyabuli und Luang Prabang[3]
- Siebte Thailändisch-Laotische Freundschaftsbrücke (in Planung), zwischen der Provinz Loei in Thailand und der Provinz Vientiane in Laos
- Erste Thailändisch-Laotische Freundschaftsbrücke (1994 eröffnet), Straßen- und Eisenbahnbrücke zwischen der Provinz Nong Khai in Thailand und der Präfektur Vientiane in Laos
- Fünfte Thailändisch-Laotische Freundschaftsbrücke (im Bau), zwischen der Provinz Bueng Kan in Thailand und der Provinz Bolikhamsai in Laos[4]
- Dritte Thailändisch-Laotische Freundschaftsbrücke (2011 eröffnet), Straßenbrücke zwischen Nakhon Phanom in Thailand und Thakhek in Laos
- Zweite Thailändisch-Laotische Freundschaftsbrücke (2006/07 eröffnet), Straßenbrücke zwischen Mukdahan in Thailand und Savannakhet in Laos
- Sechste Thailändisch-Laotische Freundschaftsbrücke (in Planung), zwischen der Provinz Ubon Ratchathani in Thailand und der Provinz Salavan in Laos
- Lao-Nippon-Brücke (2000 eröffnet), Straßenbrücke bei der laotischen Stadt Pakse (Provinz Champasak)

- Im Süden des Landes gibt es das Gebiet Si Phan Don, hier teilt sich der Fluss in mehrere Arme auf mit folgenden Brücken:
  - Don-Khong-Mekongbrücke (2014 eröffnet), verbindet in der Provinz Champasak die Insel Khong mit dem östlichen Ufer und der Nationalstraße 13[5]
  - 13-bogige Betonbrücke aus der französischen Kolonisation der ehemaligen Bahnstrecke Don Det–Don Khon[6]

### Kambodscha

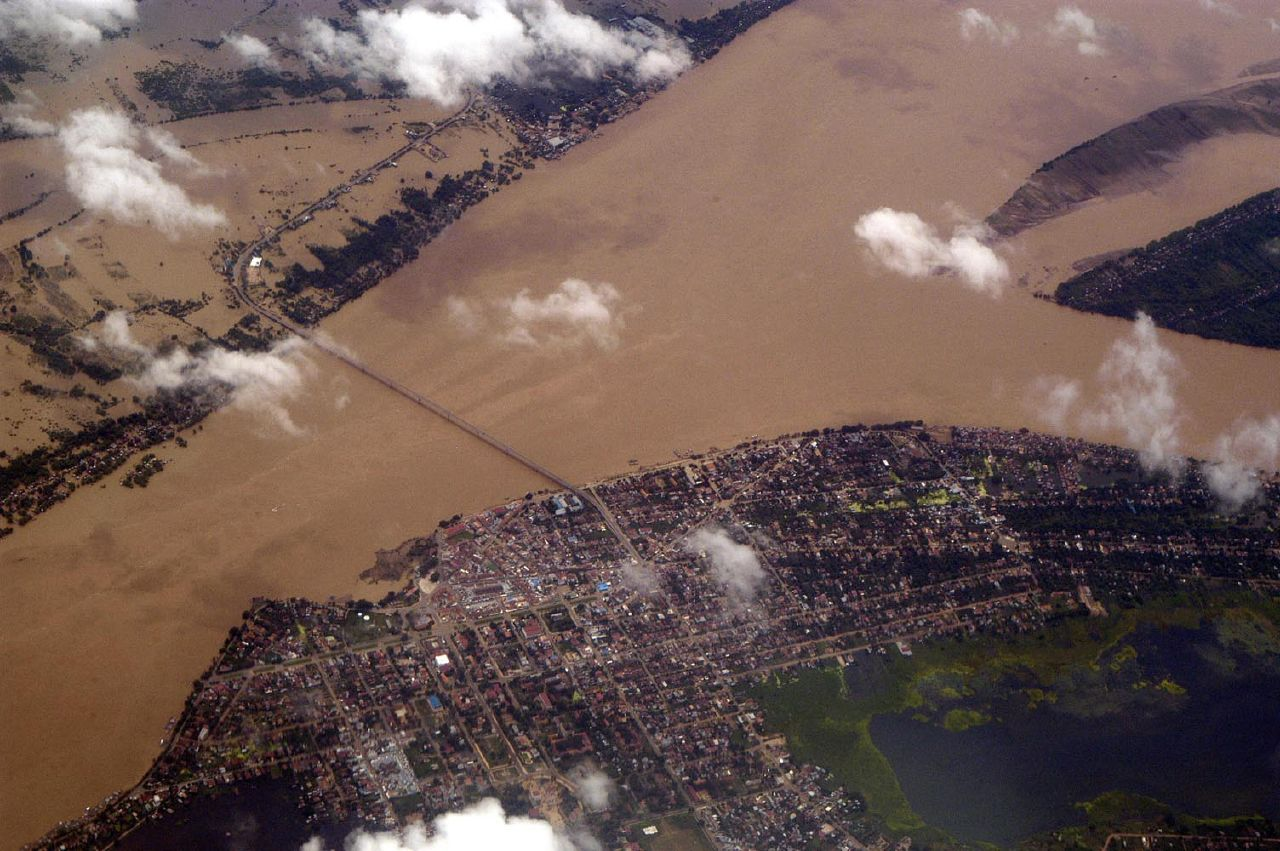
Mekong und Kizuna-Brücke aus der Vogelperspektive

- Krong Stung Treng Brücke (offiziell: Kambodscha-China-Mekong-Freundschafts-Brücke Stung Treng), 2015 eröffnet, Straßenbrücke der National Road 64  bei Stung Treng.[7]
- Stueng Trang Krauch Chhmar Brücke, im Bau, Straßenbrücke der National Road 308 bei Stung Trang.[8]
- Kizuna-Brücke, 2001 eröffnet, Straßenbrücke des National Highways 7 bei Kampong Cham.
- Prek Tamak Brücke, 2011 eröffnet, Straßenbrücke des National Highways 8 nördlich von Phnom Penh.
- Tsubasa Brücke (auch Neak-Loeung-Brücke), 2015 eröffnet, Straßenbrücke des National Highways 1 bei Neak Loeung südöstlich von Phnom Penh.[9][10][11]

Bei Phnom Penh teilt sich der Flusslauf in zwei Teile, den Bassac und den parallel verlaufenden eigentlichen Mekong, auf.
- Bassac:
  - Monivong-Brücke, 2009 eröffnet, Straßenbrücke des National Highway 1 in Phnom Penh.
  - Ta Khmao Brücke bei Ta Khmao, 2014 eröffnet.[12]
  - Koh Thom Brücke, eröffnet 2018, Straßenbrücke der National Road 21 bei Koh Thom.

### Vietnam

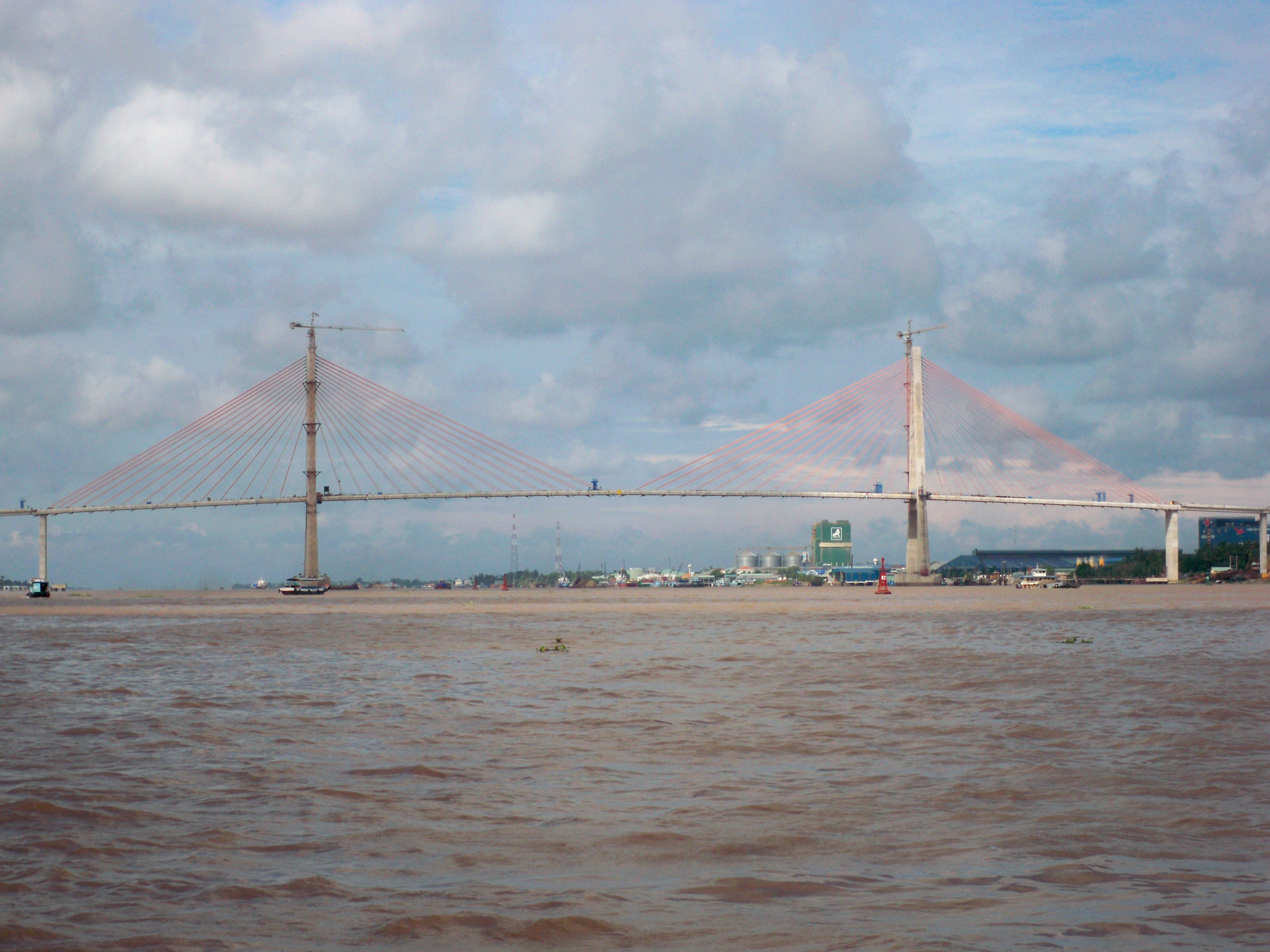
Die Rạch-Miễu-Brücke in Vietnam

Im Mekong-Delta teilt sich der Fluss in mehrere Arme auf, bevor er ins Südchinesische Meer mündet. Der Bassac ist in Vietnam als Hậu Giang bekannt.
- Hậu Giang (Bassac, „Unterer Mekong“):
  - Cần-Thơ-Brücke (2010 eröffnet), Straßenbrücke bei Cần Thơ

- Tiền Giang („Oberer Mekong“):
  - Mỹ-Thuận-Brücke (2000 eröffnet), Straßenbrücke bei Vĩnh Long
  - Rạch-Miễu-Brücke (2008 eröffnet), Straßenbrücke zwischen Mỹ Tho (Tiền Giang) und Bến Tre

- Cổ Chiên (Verzweigung des Oberen Mekong):
  - Cổ-Chiên-Brücke (im Bau), Straßenbrücke zwischen den Provinzen Bến Tre und Trà Vinh[13]

- Hàm Luông (Verzweigung des Oberen Mekong):
  - Hàm-Luông-Brücke (2010 eröffnet), Straßenbrücke zwischen Bến Tre und dem Distrikt Mỏ Cày Bắc (Provinz Bến Tre)[14]